# Kost- und Logierhaus Stahlhausen

1899

1911

Das Kost- und Logierhaus Stahlhausen war ein 1872 gebautes Logierhaus für 1200 Arbeiter des Bochumer Vereins in Stahlhausen, Bochum. Es lag im Griesenbruch. Es ersetzte das 1858 auf Veranlassung von Louis Baare errichtete  „Arbeiterkosthaus“ aus dem Jahre 1858. Im Volksmund wurde es „Bullenkloster“ genannt. Das vierstöckige Haus verfügte über 150 Stuben für jeweils vier bis zwanzig Männer. Aufgrund der Wechselschichten waren die Betten nicht gleichzeitig belegt. Am Haus vorbei verlief die Zahnradbahn, der „Gußstahlfabrik“ mit dem Lager im Griesenbruch verband. Das Haus wurde im Zweiten Weltkrieg durch Bomben zerstört. Auf dem Grundstück Ecke Bessemerstraße/Baarestraße befand sich bis in die 1990er Jahre eine Wiese, dann wurde hier 1999 eine Feuerwehrwache errichtet.